# Аш-Шариф, Анас
Анас Аль-Шариф (араб. أنس جمال محمود الشريف‎, 3 декабря 1996, Джебалия, сектор Газа — 10 августа 2025, Газа, сектор Газа) — палестинский журналист, работавший на телеканале «Аль-Джазира» и в медиа-команде исламистской вооружённой организации ХАМАС. По израильским данным, он также возглавлял ячейку боевиков, ответственную за ракетные обстрелы Израиля из сектора Газа. Он освещал вторжение ХАМАС в Израиль и войну в Газе с палестинских позиций. Аль-Шариф был убит в результате израильского авиаудара. Оценки его деятельности оказались крайне поляризованы.

## Биография
Родился в лагере беженцев Джебалия в секторе Газа. Изучал радио- и тележурнализм в Университете Аль-Акса. Работал в местном издании Al-Shamal Media Network, на катарском телеканале «Аль-Джазира» и в медиа-команде ХАМАС.
По данным Армии обороны Израиля (ЦАХАЛ), наряду с этим Аль-Шариф по меньшей мере с 2019 года был высокопоставленным боевиком ХАМАС, возглавлявшим ячейку, ответственную за ракетные обстрелы израильских гражданских целей. На ряде фотографий, опубликованных ЦАХАЛ, Аль-Шариф запечатлен в компании высшего руководства ХАМАС, в том числе в объятиях Яхьи Синвара, главы группировки в Газе.
Во время вторжения ХАМАС в Израиль 7 октября 2023 года, сопровождавшегося массовыми убийствами и захватом заложников, Аль-Шариф высказывал одобрение этим действиям: «9 часов, и герои по-прежнему разъезжают по стране, убивая и захватывая. Аллах, Аллах, как же ты велик!». После начала ответной израильской операции в секторе Газа Аль-Шариф вёл репортажи о происходящем, став, по данным CNN, одним из самых известных местных журналистов, освещавших события в секторе.

## Убийство
10 августа 2025 года по палатке у входа в больницу «Аль-Шифа» в Газе, где находился Аль-Шариф, был нанесён израильский авиаудар. В результате погибли Анас Аль-Шариф, а также корреспондент «Аль-Джазиры» Мухаммад Курейкех, телеоператоры Ибрагим Захер и Моххамед Нуфал, фотокорреспонденты Моххамед аль-Хади и Моамен Алива.
ЦАХАЛ сообщил, что Аль-Шариф был преднамеренно уничтожен, так как отвечал за координацию ракетных атак ХАМАС, доказательством чего стали разведывательные данные и документы, найденные в секторе Газа. Уточнялось, что перед нанесением удара были предприняты шаги по уменьшению ущерба гражданскому населению.

## Награды
Анас Аль-Шариф входил в группу журналистов Reuters, которые получили Пулитцеровскою премию за новостную фотографию 2024 года за то, что «задокументировали нападение ХАМАС на Израиль 7 октября и ответное наступление Израиля на сектор Газа».

## Семья
Аль-Шариф был женат, имел сына и дочь. Его отец погиб в декабре 2023 года в возрасте 90 лет от израильского авиаудара.

## Оценки
В июле 2025 года пресс-секретарь ЦАХАЛ обвинил Аль-Шарифа в участии в деятельности боевого крыла ХАМАС. ЦАХАЛ также обвинил его в распространении ложной информации о голоде и пропаганды, заявив в комментарии к видео с плачущим Аль-Шарифом, что он проливает «крокодиловы слёзы». Комитет защиты журналистов, в свою очередь, высказался в поддержку Аль-Шарифа, назвав эти обвинения «очернением». После убийства Аль-Шарифа «Аль-Джазира» и многие западные новостные издания называли Аль-Шарифа «журналистом», подвергая сомнению или отрицая израильские обвинения в причастности к террористической деятельности. Генеральный секретарь ЮНЕСКО Одри Азуле осудила его убийство.

### Комментарии
1. ↑  ХАМАС признан террористической организацией Европейским союзом, Организацией американских государств и властями Аргентины, Австралии, Великобритании, Израиля, Канады, Новой Зеландии, Парагвая, США и Японии. Его деятельность также запрещена в Иордании и Египте.